# 內澇

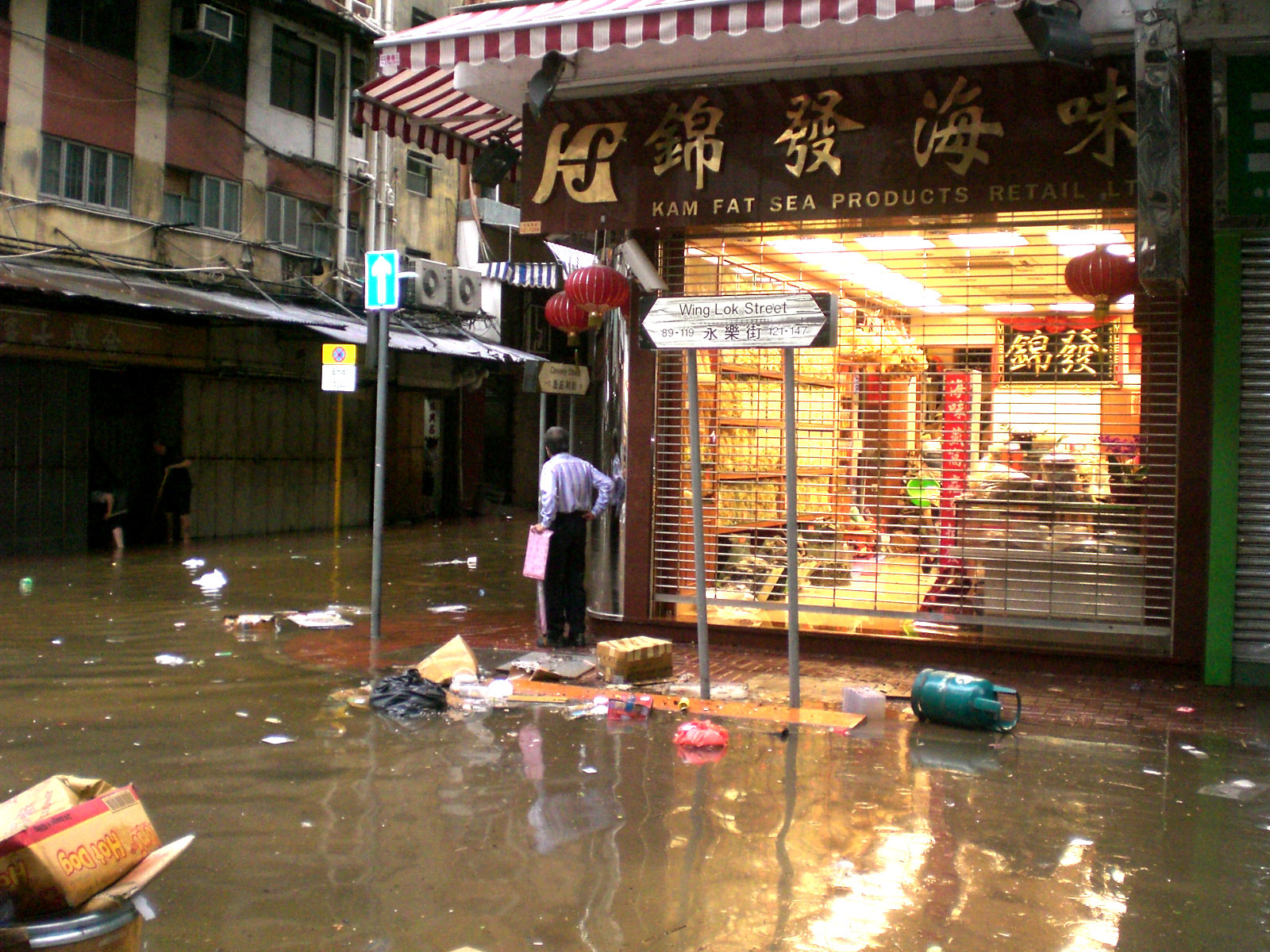
2008年6月香港上環永樂街的水浸事件

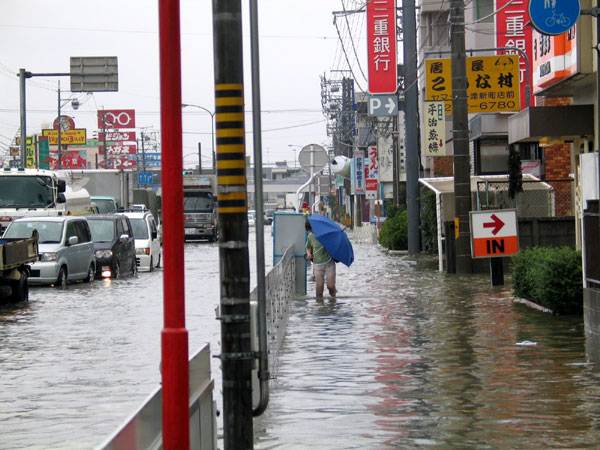
2004年9月日本三重县津市水浸的情形

水浸是指城市內部由於雨水（城市径流）無法及時通過排水系統排出造成的積水災害。
淹水被視為城市規劃中的一項難題，許多城市為了治理內澇，斥巨資修建大型排水系統。

## 成因
- 水域變成建設用地
城市建設侵占了河川、護城河、湖泊等水域，加上城區面積擴大，導致城市下水道大量的雨水湧向僅存的水域，積水不能及時排走，甚至倒灌回地面，造成內澇。
- 排水系統不完善
某些城市的排水系統比較落後，或維護不善，導致內澇。
- 城市地面硬化
城市化過程中，大面積的地面被瀝青（柏油路）或水泥所覆蓋，導致雨水無法下滲，不僅增加排水系統與自然水域的排水負擔，還導致地下水水位偏低。有時由於硬底化，即使郊區雨量大於城區，發生水浸的仍然是城區。[2]
- 管理缺位
政府部門注重「形象工程」而忽視埋在地下的排水系統，導致內澇問題得不到解決。
- 极端暴雨

## 案例
- 在粵語童謠中，有「落雨大，水浸街」的描述，反映了廣州城自古就有水浸問題。[3]
- 2008年6月12-13日，深圳6·13特大暴雨導致深圳城區大面積水浸，水浸點多達1000處以上，造成6人死亡。
- 2010年5月7日，广州市遭受罕見暴雨襲擊，幾乎全城遭浸[4]，造成6人死亡[5]，1.8萬輛汽車被水浸[6]。緊接着，9日、14日的暴雨又接踵而至，造成不同程度水浸。此次水浸後，北京政府注意到城市內澇問題之嚴重性。
- 2012年7月21日，特大暴雨襲擊北京市，造成79人遇難，經濟損失116.4億人民幣。

## 危害
- 交通堵塞：內澇導致部分地區路面遭浸、汽車被困。
- 汽車報廢：汽車若在內澇中沒頂，維修費可能比購置新車還高，保險公司要為此支付高額賠償[7]。另外，車輛在水浸時切不可二次打火，否則可能導致發動機直接報廢，且在這種情況下即使購買了涉水險，亦不能獲得賠償。[8]
- 人員傷亡：內澇嚴重時，被困人員有溺亡的危險。
- 經濟損失

## 治理

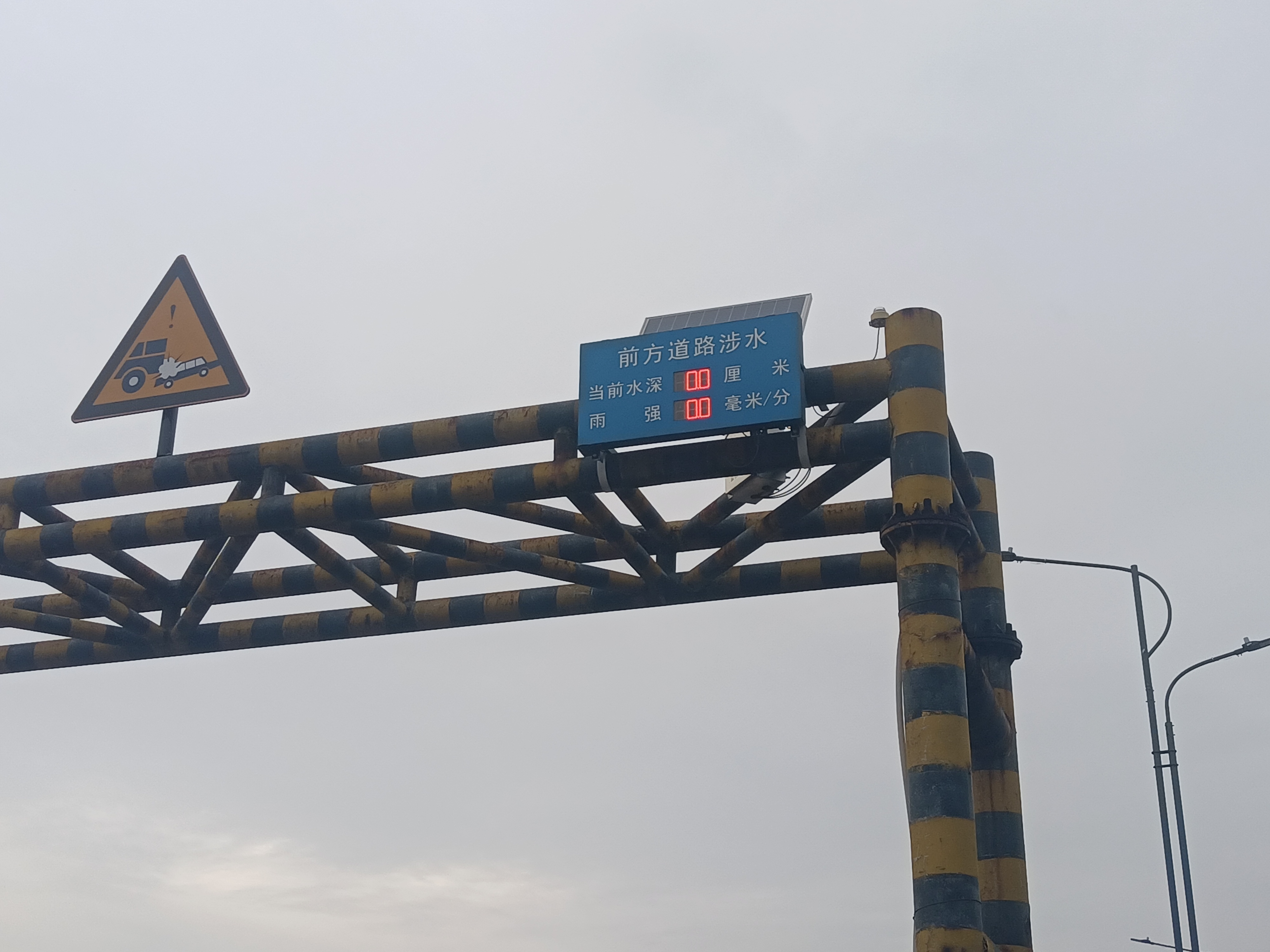
城市内涝监测系统

- 青島：其排水系統由德国人設計。地下排水设施主要有两种形式：地下是管道和暗渠，地上是明渠。排水系统总共修了12个，相互独立又彼此连接。暗渠总长度为5464米，均埋在地下2米，直径最粗半米，细的如同手腕粗；管道则是用烧制的陶瓷管，每截2米左右，带螺丝口。管道接口麻纱外面沥青封口，一般多为一米半到2米长的短管，方便检修。明渠和暗渠，每隔50米就修挖隧道，用雨篦子分流，挡住随雨水冲刷而来的泥沙。[9]但事实上，现时青岛市德建下水道只有极少部分还在使用。据2016年科学网转光明日报的一篇文章称，目前仍在正常使用的德建排水管网长度仅有2.66公里，集中在青岛市市南区的老城区，仅约占青岛市市南、市北、李沧三区排水管网近3000公里总长度的千分之一。[10][11]此外，青岛市的排水系统事实上并无抵御华南地区夏季常见的短时极端降水之能力，2014年台风麦德姆正面袭鲁前的2014年7月23日，青岛市出现了一场短时强降水过程，过程全市平均日雨量降水量仅为12.5毫米，过程中青岛市全市自动站日雨量最大的站点市区34中日雨量仅为69.7毫米，仅为香港夏季时十分常见的局地热对流降水的水平。惟雨后的青岛市区多地积涝严重，半岛网记者拍摄到市民在雨后的街道上只能涉水行走。[12][13]
- 香港：1980年前，香港時常有因颱風引發的洪澇造成人員傷亡的事件發生。据中新社报道，香港政府于1996年展开了“雨水排放系统整体计划”。[14]1994年起，香港開始確定全港的積水點，並推進排水系統的設計和建設，至2010年，清除了嚴重水浸黑點，当局声称排水幹渠系統能抵禦200年一遇的暴雨[1][14]。但事实上，香港市区此后依然无法抵御常年水平的极端暴雨，见強烈熱帶風暴莫柏 (2017年)。[15]
- 廣州：2010年5月的特大暴雨暴露出廣州排水仍在採用前蘇聯模式的問題，此後廣州市政府開始重視水患治理，市水務局表示將建設二級雨水強排系統，結束雨水重力自排歷史[16]。2013年，廣州擬建東濠涌深隧以解決排水問題，但爭議非常大[17]。